# DPR Live
Hong Da-bin (tiếng Hàn: 홍다빈, sinh ngày 1 tháng 1 năm 1993) còn được biết với tên DPR Live, là một rapper người Hàn. Anh được biết đến qua các bài hát nổi bật như Eung freestyle, Text Me, Martini Blue (마티니블루).

## Tiểu sử và sự nghiệp

### Tiểu sử
Hong Da-bin ngày 1 tháng 1 năm 1993 tại Seoul, Hàn Quốc và lớn lên tại Guam. Anh đã có dự định học sâu hơn về tâm lý học và triết học ở trường đại học trước khi theo đuổi âm nhạc, nhưng dự định của anh đã thay đổi sau khi anh tham gia nghĩa vụ quân sự bắt buộc ở Hàn Quốc, nơi anh tìm thấy cảm hứng để đi theo ước mơ của mình. Anh ấy bắt đầu viết nhạc trong thời gian tham gia nghĩa vụ, điều đó khiến anh đam mê với âm nhạc nhiều hơn.

### Sự nghiệp
Da-bin là thành viên của DPR (Dream Perfect Rigime) bao gồm DPR IAN, DPR REM và DPR CREAM. Anh đã phát hành EP đầu tiên của mình Coming to You Live, vào ngày 15 tháng 3 năm 2017. Sau thành công của EP đầu tiên, vào ngày 7 tháng 12 cùng năm, anh đã phát hành EP thứ hai của mình mang tên Her. Sau 2 năm, vào ngày 3 tháng 3 năm 2020, Da-bin cho ra Album phòng thu đầu tay Is Anybody Out There?. Sau đó, anh đã phát hành EP thứ ba mang tên Iite Cool, phần tiếp theo của Is Anybody Out There?, vào ngày 23 tháng 7 năm 2021.

## Âm nhạc

### Album và đĩa nhạc
- Coming to You Live

1. Cheese & Wine
2. Laputa (feat. Crush)
3. Right Here Right Now" (feat. Loco & Jay Park)
4. Know Me" (feat. DEAN)
5. Please" (feat. Keem Hyoeun, G2, & Dumbfounddead)
6. Interlude
- Her

1. Your Name? (Intro)
2. Jasmine
3. Text Me
4. Is You Down
- Is Anybody Out There?

1. Here Goes Nothing
2. Geronimo!
3. To Whoever
4. Out Of Control
5. Disconnect
6. S.O.S
7. Oh Girl
8. Kiss Me
9. Neon
10.Legacy
- Iite Cool

1. Venus
2. Hula Hoops (feat. Hwa Sa, Beenzino)
3. Summer Tights
4. Boom (feat. DPR IAN)
5. Yellow Cab

### Singles
| Năm  | Tên bài                                             | Album                 |
| ---- | --------------------------------------------------- | --------------------- |
| 2017 | Know Me (featuring Dean)                            | Coming to You Live    |
| 2017 | Please (featuring Kim Hyo-eun, G2 and Dumbfoundead) | Coming to You Live    |
| 2017 | Right Here Right Now (featuring Loco and Jay Park)  | Coming to You Live    |
| 2017 | Laputa (featuring Crush)                            | Coming to You Live    |
| 2017 | Jasmine                                             | Her                   |
| 2017 | Martini Blue                                        | Her                   |
| 2018 | Action! (featuring Gray)                            |                       |
| 2018 | Playlist                                            |                       |
| 2019 | Gravity                                             |                       |
| 2020 | Kiss Me                                             | Is Anybody Out There? |
| 2020 | Jam and Butterfly (featuring Crush, eaJ)            |                       |
| 2021 | Yellow Cab                                          | lite Cool             |
| 2021 | Hula Hoops (featuring Beenzino and Hwasa)           | lite Cool             |
| 2022 | Set It Off (ft. DPR Cline)                          |                       |

### Collab/Featured
| Năm  | Tên bài              | Nghệ sĩ                                               | Album                       |
| ---- | -------------------- | ----------------------------------------------------- | --------------------------- |
| 2016 | Eung Freestyle       | DPR LIVE with SiK-K, Punchnello, OWEN OVADOZ, Flowsik |                             |
| 2017 | Have A Little Fun    | Sik-K feat. DPR LIVE                                  | H.A.L.F (Have.A.Little.Fun) |
| 2019 | Tiki-Taka (티격태격) | Crush feat. DPR LIVE                                  | From Midnight To Sunrise    |
| 2019 | Gravity              | DPR LIVE with DPR CREAM                               |                             |
| 2020 | DPR Archives         | DPR LIVE with DPR CREAM, DPR IAN                      |                             |
| 2020 | Hop In (어부바)      | MINO feat. DPR LIVE                                   | Take                        |
| 2020 | No Blueberries       | DPR IAN feat. DPR LIVE, CL                            |                             |
| 2020 | Hop In               | Uhm Jung Hwa feat. DPR LIVE, Hwasa                    |                             |

### OST
| Năm  | Tên bài               | Nghệ sĩ               | Phim                                      | Album                                                |
| ---- | --------------------- | --------------------- | ----------------------------------------- | ---------------------------------------------------- |
| 2021 | Diamonds + And Pearls | DPR LIVE with DPR IAN | Shang-Chi And The Legend of The Ten Rings | Shang-Chi And The Legend of The Ten Rings: The Album |

### MV
| Năm  | Tên bài                                                                                   | Album                                                |
| ---- | ----------------------------------------------------------------------------------------- | ---------------------------------------------------- |
| 2015 | "Till I Die"                                                                              |                                                      |
| 2016 | "Eung Freestyle" (응프리스타일) (feat. DPR Live, Sik-K, Punchnello, Owen Ovadoz, Flowsik) |                                                      |
| 2016 | "God Bless" (feat. Punchnello)                                                            |                                                      |
| 2016 | "갈증" (Thirst)                                                                           |                                                      |
| 2017 | "Know Me" (feat. Dean)                                                                    | Coming To You Live                                   |
| 2017 | "Please" (feat. 김효은, G2 & Dumbfoundead)                                                | Coming To You Live                                   |
| 2017 | "Right Here Right Now" (feat. Loco & Jay Park)                                            | Coming To You Live                                   |
| 2017 | "Laputa" (feat. Crush)                                                                    | Coming To You Live                                   |
| 2017 | "Cheese & Wine"                                                                           | Coming To You Live                                   |
| 2017 | "Jasmine" (prod by. Code Kunst)                                                           | Her                                                  |
| 2017 | "Martini Blue"                                                                            | Her                                                  |
| 2017 | "Text Me"                                                                                 | Her                                                  |
| 2018 | "Playlist"                                                                                |                                                      |
| 2020 | "Legacy"                                                                                  | Is Anybody Out There?                                |
| 2020 | "Kiss Me"/"Neon"                                                                          | Is Anybody Out There?                                |
| 2021 | "Yellow Cab"                                                                              | Iite Cool                                            |
| 2021 | "Hula Hoops" (feat. Beezino, Hwasa)                                                       | Iite Cool                                            |
| 2021 | "Summer Tights"                                                                           | Iite Cool                                            |
| 2021 | "Diamonds + and Pearls" (feat. DPR Ian, Peace)                                            | Shang-Chi and the Legend of the Ten Rings: The Album |

## Concert tours
- Coming To You Live Tour (2018)
- Regime World Tour (2022)

## Giải thưởng
| Năm  | Giải thưởng           | Hạng mục                  | Nghệ sĩ                                    | Tên tác phẩm                   | Kết quả   |
| ---- | --------------------- | ------------------------- | ------------------------------------------ | ------------------------------ | --------- |
| 2017 | Korean Hip-hop Awards | Collaboration of the Year | DPR Live, Sik-K, Punchnello, Owen, Flowsik | Eung Freestyle (응 프리스타일) | Đoạt giải |
| 2018 | Korean Hip-hop Awards | New Artist of the Year    | DPR Live                                   |                                | Đoạt giải |